# 가지메스탄
가지메스탄(세르비아어: Газиместан / Gazimestan, 알바니아어: Gazimestani 가지메스타니)은 코소보 전투(1389년)를 기리는 기념비이자 실제 전장인 코소보 평원에서 남동쪽으로 약 6~7km 떨어진 곳에 위치한 기념비의 이름이다. 이름은 영웅, 챔피언을 의미하는 아랍어 'ghazi'와 장소를 의미하는 세르비아어 'mesto'에서 파생된 합성어이다. 가지메스탄은 프리슈티나에서 북서쪽으로 약 5km 떨어진 50여 m 높이의 평원 언덕에 있는 프리슈티나–미트로비차 고속도로를 통해 방문할 수 있다. 매년 6월 28일, 비도브단 (성 비투스의 날)에 기념 행사가 기념비에서 열리며, 나중에는 세르비아 군대를 이끌고 전투에 임하였던 라자르 왕자의 그림으로 덮이기도 한다.

## 역사
1989년, 600주년 기념일에 세르비아 대통령이었던 슬로보단 밀로셰비치가 그 유명한 가지메스탄 연설을 이 곳에서 진행하였다.

## 사진

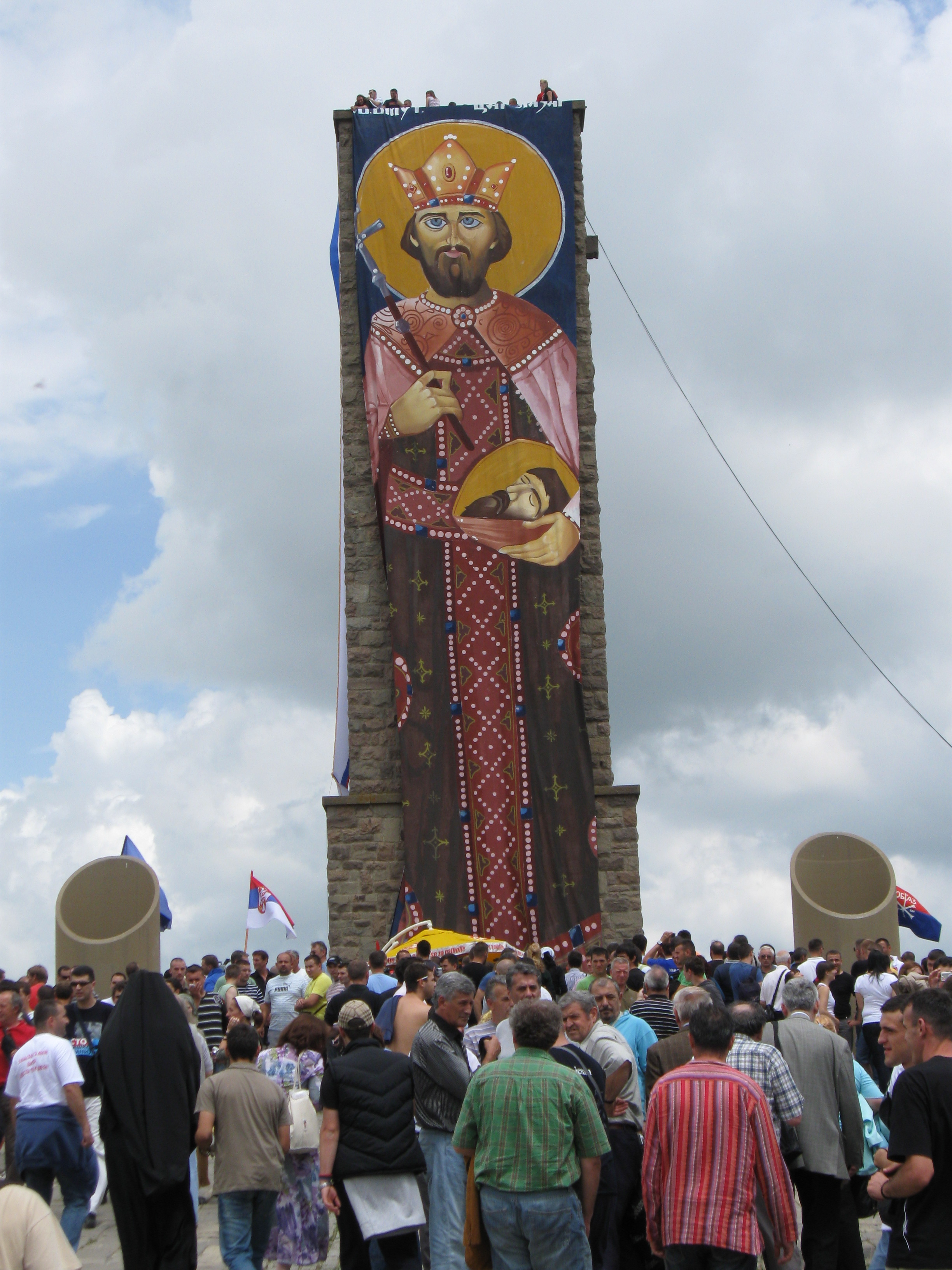
2009년 비도브단
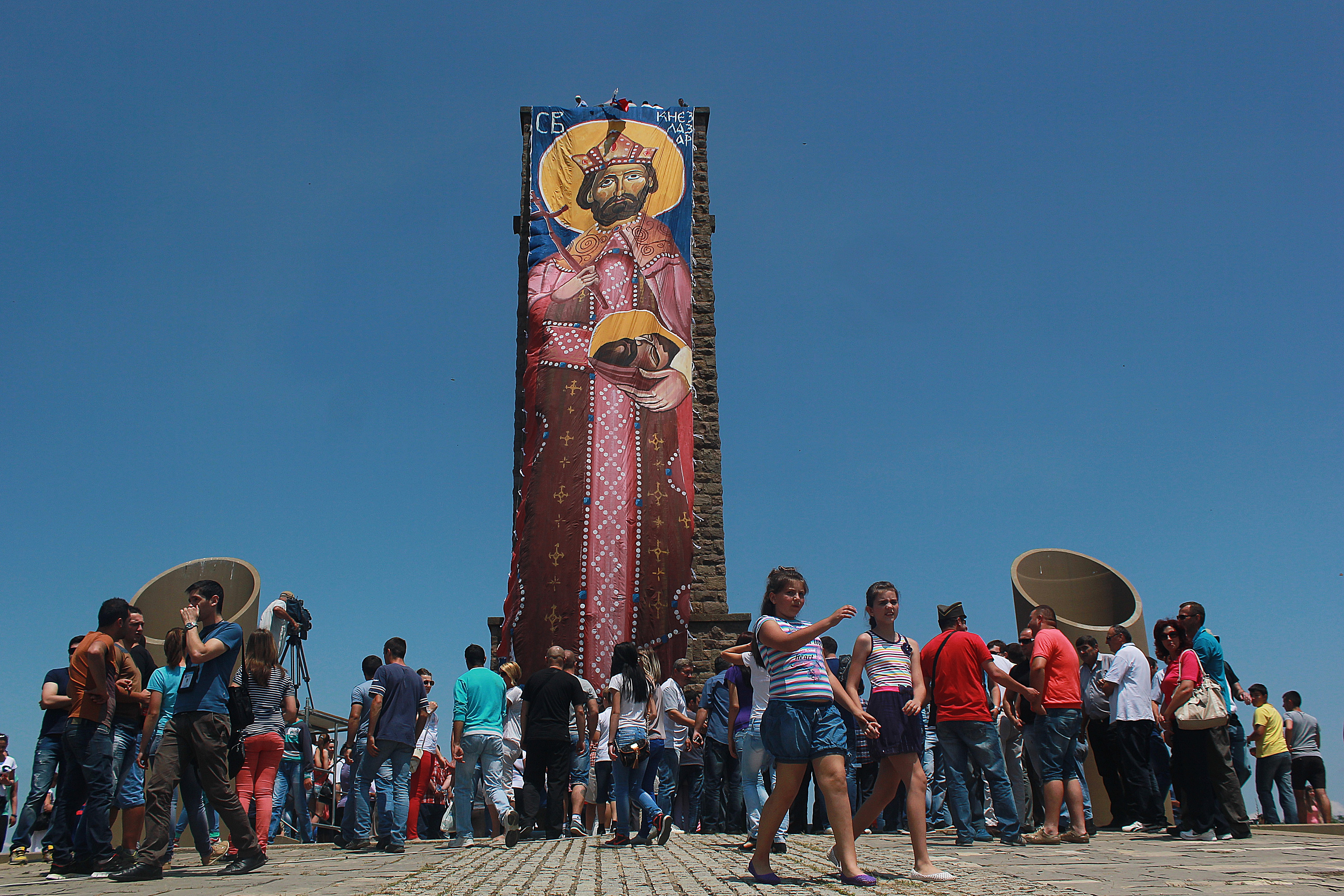
2013년 비도브단
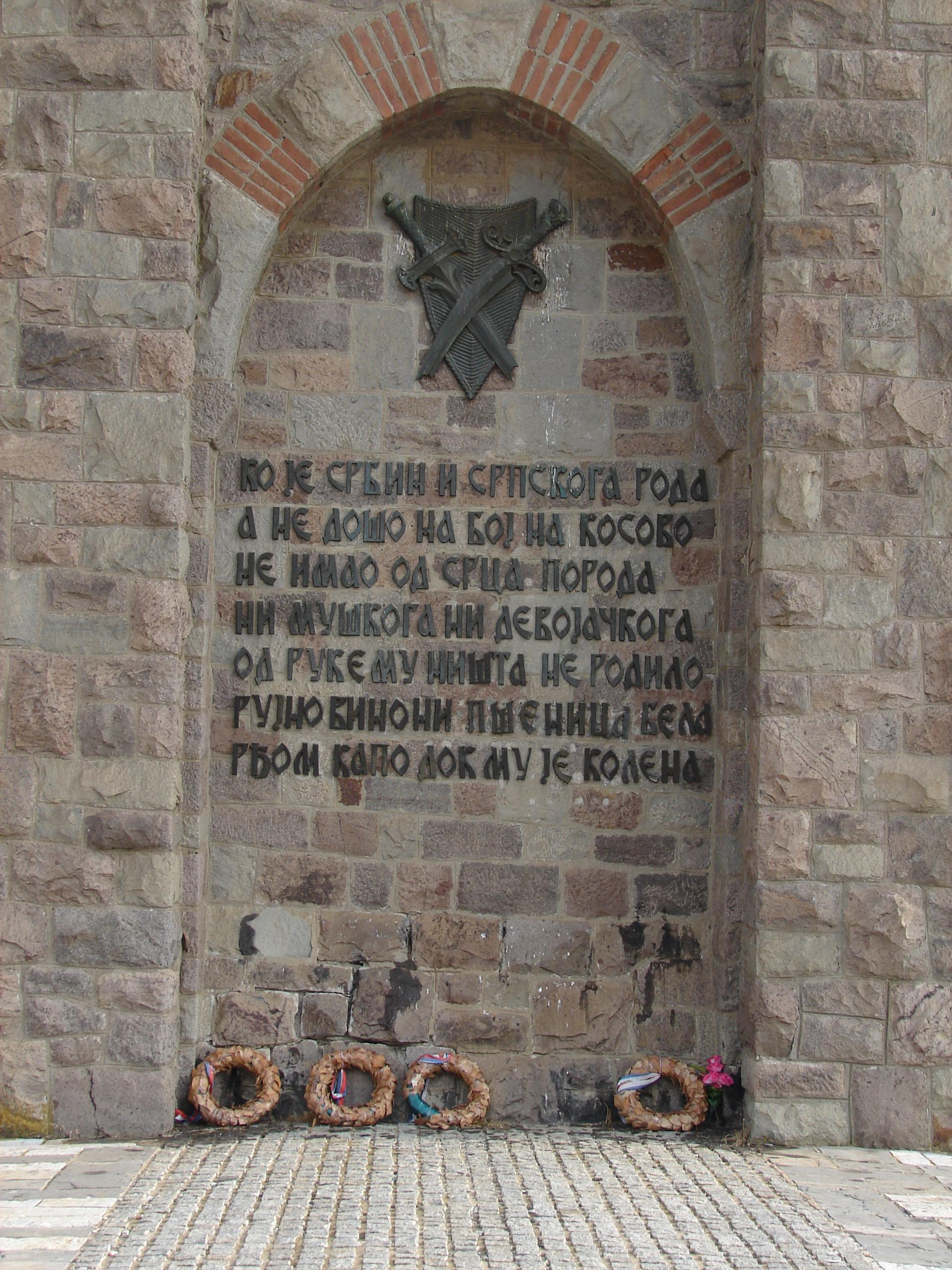
코소보의 저주

## 같이 보기
- 코소보 신화
- 코소보 전투
- 비도브단